# Joan Serra i Vilaró
Joan Serra i Vilaró (Cardona, 24 de març de 1879-Tarragona, 27 d'octubre de 1969) fou un eclesiàstic, historiador i arqueòleg català. Destaquen els seus estudis històrics i arqueològics i la seva tasca en museus i arxius. Degut a la gran rellevància que va adquirir en els seus camps, és considerat un dels personatges més importants de l'arqueologia catalana de la primera meitat del segle xx.

## Biografia

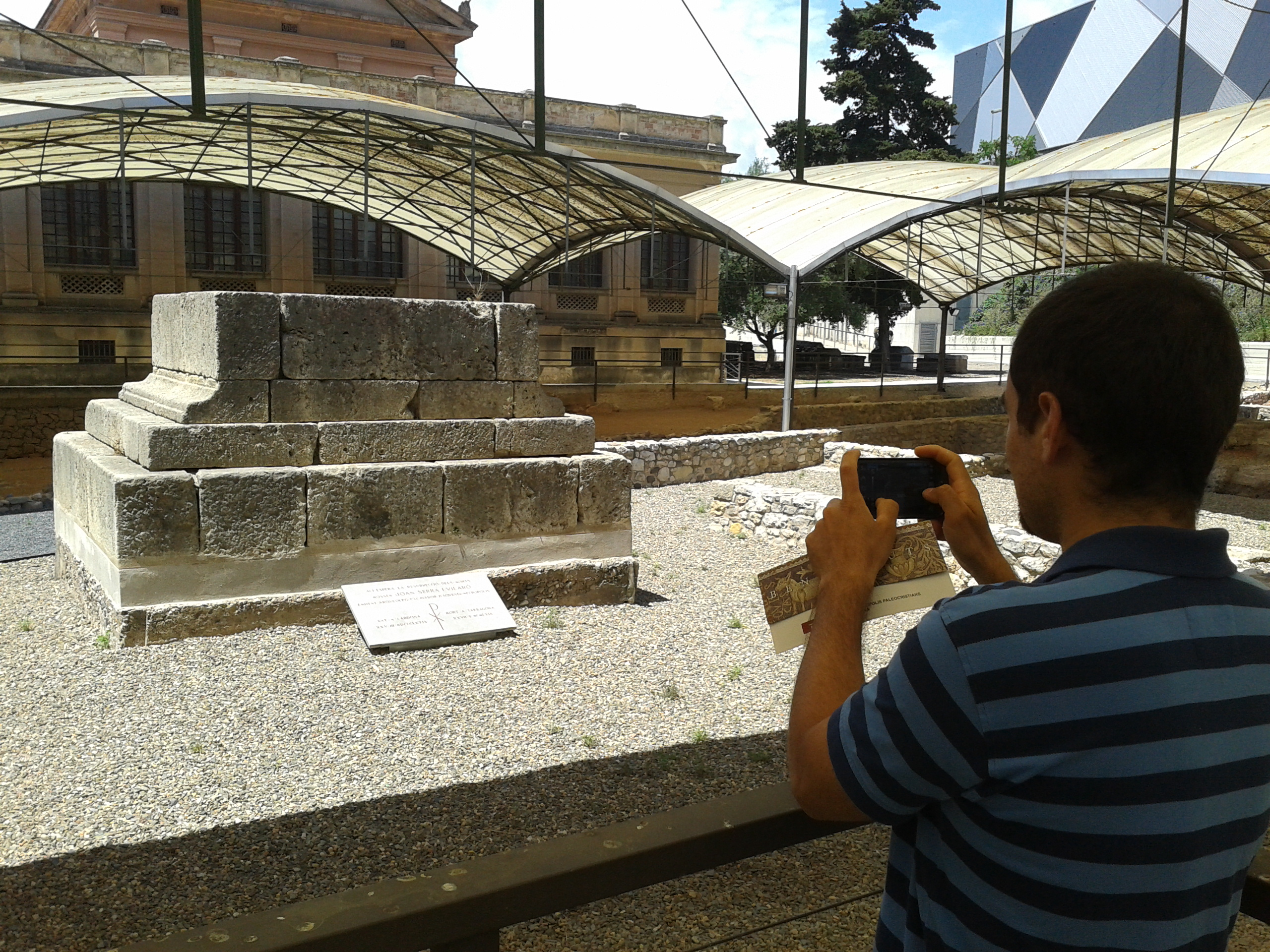
Sepulcre de Joan Serra i Vilaró, a la necròpoli de Tarragona.

Joan Serra i Vilaró fou un entusiasta de les descobertes i recuperacions de les obres d’art, dels documents antics, restes arqueològiques i tot allò relacionat amb la història i la cultura.
Va estudiar teologia, filosofia i llatí als seminaris de Vic i Solsona. Va exercir de capellà a les parròquies de Casserres, Bagà i Solsona. Es va fer càrrec de l'arxiu diocesà de Solsona l'any 1906, alhora que investigava per a l'Institut d'Estudis Catalans als arxius de Bagà i la Pobla de Lillet. Durant la seva estada a Solsona va orientar la seva recerca al coneixement dels períodes prehistòric i protohistòric de la zona. Fruit d’aquesta activitat són les seves publicacions El vas campaniforme a Catalunya i les coves sepulcrals eneolítiques (1924) i La civilització megalítica a Catalunya (1927). En el seu pas per la direcció del Museu Diocesà de Solsona (1909) va crear la Secció de Prehistòria. En 1909 va rebre l'encàrrec de gestionar el trasllat del fons del museu diocesà de Solsona a una nova ubicació. Amb el suport de qui aleshores era administrador apostòlic de la diòcesi, Francesc d'Assís Vidal i Barraquer, i de la Junta Superior de Excavaciones de Madrid va investigar les restes prehistòriques d'aquelles comarques. Les corresponents memòries d'excavació van ser publicades entre els anys 1917 i 1926. L'arquebisbe de Tarragona, i ja cardenal, Vidal i Barraquer el va cridar perquè dirigís les excavacions que es portaven a terme a la necròpolis paleocristiana descoberta arran de l'inici de les obres de construcció de la Fàbrica de Tabacs. També va dirigir i supervisar les excavacions de la zona del fòrum de la colònia als carrers Cervantes i Lleida de Tarragona. Els resultats dels seus treballs van ser publicats per la Junta Superior de Excavaciones y Antigüedades entre els anys 1928 i 1935 i són encara avui en dia una referència obligada. En esclatar la guerra civil es va refugiar a Itàlia i a França, on va continuar els seus estudis. De retorn a Tarragona, Vidal i Barraquer des de l'exili el va nomenar canonge de la catedral. Un cop acabada la guerra, va ser nomenat canonge de la catedral de Tarragona el 14 de desembre de 1940. En aquest període es va dedicar preferentment a fer pública la seva hipòtesi, encertada, sobre la romanitat de les muralles de Tarragona. Morí a Tarragona el 27 d’octubre de 1969 i va ser enterrat en els terrenys de la Necròpolis Paleocristiana a la qual havia dedicat tants anys de la seva recerca.
L'edició del fals Quixot, conegut com el d'Avellaneda, va cridar-li l'atenció. L'any 1936 va demostrar que s'havia imprès a Tarragona i després, en tres opuscles, va defensar que l'autor no era altre que el famós Vicenç Garcia, rector de Vallfogona de Riucorb. Entre 1946 i 1949 va donar a conèixer els seus treballs sobre la cronologia de la muralla de Tarragona, identificant-la inequívocament com a romana, descartant-ne l'hipotètic origen ciclopi. La descoberta de les restes de l'antiga catedral visigòtica també va ser una fita arqueològica d'importància. Al llarg de la seva vida va publicar molts estudis de caràcter històric i arqueològic.
Va ser membre de la Reial Acadèmia de Bones Lletres de Barcelona, Real Academia de la Historia de Madrid, Institut d'Arqueologia de Berlín i de la Pontificia Accademia Romana di Archeologia de Roma. Va ocupar el càrrec de president de la Comisión Provincial de Monumentos de Tarragona (1943 - 1946) i de comissari local d'excavacions (1941-1946). L'any 1950 va rebre la Cruz de Alfonso X el Sabio. És fill adoptiu de Tarragona, Bagà i Solsona i fill predilecte de Cardona. Va morir el 27 d'octubre de 1969 i va ser soterrat als terrenys de la Necròpoli.

## Arxiver i historiador
Entre finals del segle xix i principis del XX hi va haver una intensa activitat per part dels eclesiàstics envers la història i l'arqueologia. En certs moments fins i tot es va veure com a complement de les activitats pastorals, fomentat sobretot per la creació de noves institucions que en feien difusió, la recopilació de les peces arqueològiques als museus i de les institucions seglars. Joan Serra i Vilaró fou un perfecte exemple d’aquestes activitats, ja que va fer un gran nombre de publicacions i va realitzar diverses actuacions en els camps arxivístics, històrics i arqueològics que foren de gran importància.
Serra i Vilaró es distingeix d'altres eclesiàstics del moment per la seva obra científica. Les obres eclesiàstiques del moment eren generalment memòries que descrivien santuaris, elements o esdeveniments religiosos del passat. Serra i Vilaró, però, es va centrar en una obra més científica, que es trobava més dirigida als estudiosos que no pas a l’àmbit popular. Va realitzar diversos estudis eclesiàstics al seminari de Solsona i va culminar a la seva formació al seminari de Vic, on va adquirir una important formació intel·lectual gràcies a la qual va poder dur a terme totes les seves activitats i publicacions.
Si ens centrem en el seu perfil d’arxiver, podem veure que tampoc és comú. No realitzava els inventaris de manera comuna, sinó que es limitava a fer un registre continuat dels arxius que tenien els fons que únicament pretenia mostrar el seu contingut.
Es pot dir que únicament volia salvaguardar i donar a conèixer les fons, tenint un punt de vista utilitari. L’única excepció que poden trobar d’aquest sistema són els pergamins o les seves transcripcions, molt més completes que qualsevol altre document i que guarden molt interès.
En referència al seu jo historiador, era absolutament contrari a treballar o argumentar sense base documental. Les seves obres, com a mostra del seu caràcter, eren una mostra de desig d’objectivitat, un fet que l'acostava als positivistes. Les obres que en resultaren, eren acompanyades d’un aparell documental que donava suport a la informació que contenien. Serra i Vilaró únicament feia servir com a fonts document que pogués analitzar de primera mà i, per tant, eliminava altres estudis amb els que podria completar però que no podia analitzar.
Tot i que va ser criticat per realitzar una obra que es creia massa neutra i poc interpretativa, és precisament això, amb els fets simplement exposats i sense reflexions, el que ha permès que les seves obres s'hagin mantingut en un llarg període i que encara siguin emprades com a font i referència. Els seus treballs són considerats com aportacions de primer ordre en la reelaboració de la història de Catalunya.

## Museòleg

### Etapa de Solsona
L’Administrador Apostòlic de Solsona, Fra Lluís Amigó i Ferrer, va encarregar a Joan Serra i Vilaró la direcció del museu Diocesà de Solsona l'any 1909. El primer que va haver de fer fou traslladar tot el material d’art que hi havia a les sales del Seminari i dur-los al pis superior del claustre de la Catedral.
En els primers anys de la seva direcció, Serra i Vilaró, seguint el mateix criteri que en el Museu Episcopal de Vic i de les col·leccions privades, va afegir al fons obres d’art litúrgic i d’art industrial. Aquestes obres que bé podien ser pintures, escultures, metalls, forja, teixits o indumentària entre d'altres, provenien sempre de Catalunya i majoritàriament del bisbat.
El caràcter interdisciplinari que caracteritzava al museu coincidia també amb els projectes museístics que havien estat plantejats per la nova Junta de Museus de Barcelona. És important esmentar que la relació entre Salvador Sanpere i Miquel, model del qual serveix com a base dels projectes museístics, Gudiol i Serra donarà una visió molt unitària de la museologia catalana. Aquesta museologia es troba molt relacionada en el caràcter pedagògic i educatiu del qual han de comptar els museus amb els objectes més diversos de les arts industrials.
L'especialització de Joan Serra i Vilaró en els camps de l'arqueologia i prehistòria és imprescindible per la creació d’una secció d’arqueologia en el Museu Diocesà de Solsona. En aquest camp es torna un dels millors museus de Catalunya, superat únicament pel Museu d’Arqueologia de Barcelona i tot i així, encara podria superar-lo en etnologia.
Serra i Vilaró va planificar els apartats de documentació, restauració, exposició i divulgació dels fons del museu. Els criteris que va fer servir per dur a terme aquestes tasques eren molt propers al que es realitzen actualment. Va realitzar fitxes increïblement completes de totes i cadascuna de les peces del museu, les quals incloïen fotografies.
En referència a la restauració, defensava els criteris d’una restauració i de la posterior conservació de l’obra. Tot i els problemes econòmics, va aconseguir diners per restaurar les obres que necessitaven una intervenció urgent.
A l’hora d’exposar, Serra i Vilaró dona un caràcter pedagògic a la presentació museogràfica de les col·leccions que s'exposaven al museu. Quant a les exposicions, va fer un avenç en el qual va complementar les peces exposades amb fotografies i plànols per ajudar a la comprensió del visitant.
Una part important dels museus és la divulgació, camp que es cobreix amb les publicacions de Joan Serra i Vilaró, sobretot en l'apartat de l'arqueologia que a més, conté un abundant contingut fotogràfic.

### Etapa de Tarragona
En el moment en què es va incorporar a Tarragona Joan Serra i Vilaró ja tenia una gran experiència i un gran crèdit en els camps de l'arqueologia i museografia. Tot i això el nou entorn en el qual es trobava li va obrir un nou món, havent d’adaptar-se a una metodologia diferent de la que havia emprat fins al moment i als àmbits de referència que l'arqueologia clàssica suposava.
En referència a la museografia va poder aplicar uns criteris semblants als que havia emprat en l'etapa que va passar a Solsona, sobretot en les aportacions referents a l’organització del Museu i el patrimoni artístic diocesà.
Serra i Vilarò es va posicionar fermament a la conservació in situ de les restes que l'activitat arqueològica estava descobrint a Tarragona, un fet que finalment fou possible tot i les oposicions que hi va haver. Una altra de les seves propostes era també construir un museu monogràfic enmig del conjunt. Aquests van ser uns plantejaments pioners en el moment en què vivia i sobretot amb relació a Tarragona, ja que hi faltaven instal·lacions museogràfiques.
Es pot resumir la seva etapa a Tarragona com una etapa en què fou precursor de tendències de la museologia més actual. No només es va centrar en les excavacions per les quals es va caracteritzar en aquest període, sinó que va lluitar per la continuïtat en el temps de tots aquells elements tan importants per la història. Tenia una visió, a més a més, didàctica quant a la història.
Tots els plantejaments de Serra i Vilaró són, evidentment, conseqüència de tots els contactes i referències que havia tingut en la seva etapa a Solsona.

## Prehistoriador i protohistoriador
La seva vocació de prehistoriador es veu influenciada per tres factors molt concrets. El primer d’ells es basa sobretot en la gran quantitat de riquesa arqueològica de la comarca del Solsonès i els seus voltants, sobretot en el camp dels jaciments megalítics. El segon dels motius es basa en les relacions que va establir amb alguns dels arqueòlegs de l'Institut d’Estudis Catalans. Finalment, l’últim dels motius que van influenciar la seva vocació fou l'arribada del Bisbe Administrador Apostòlic Dr. Vidal i Barraquer, l'any 1913, qui va estimular el seu treball d’investigador.
La seva obra en el camp de l'arqueologia i la prehistòria era un reflex de com funcionada la societat catalana d’aquells moments, enllaçada en l'esclat regeneracionista d’un Noucentrisme que buscava trobar les seves arrels en el passat més llunyà. El seu treball de camp va ser molt intens entre els anys 1915-1925 i es va centrar sobretot a treballar dins de l’àrea del bisbat de Solsona.
És important el fet que la seva investigació sobre la prehistòria la va emprendre des del Museu Diocesà de Solsona, sent un treball personal perquè els jaciments no exigien massa temps ni mitjans. Això fa que en certa manera ho vegi com el seu propi “patrimoni intel·lectual”, ja que s'hi dedicava de manera individual, prenent ell totes les decisions.
El seu aprenentatge autodidàctic i caràcter científic, basat en fonaments absolutament empírics, va produir que rebés moltes crítiques en el seu temps. La seva figura d’arqueòleg heterodox impactava en els homes ortodoxos de l’Institut d’Estudis Catalans, pares de la prehistòria catalana.
La seva faceta de prehistoriador i arqueòleg es va interrompre el 1923, moment en què es va dedicar a altres camps com la història. Tot i així, els seus treballs han repercutit en la història i diversos estudiosos del camp de la prehistòria han sabut reconèixer, de manera posterior, la seva qualitat

## Arqueòleg
Es podria considerar que la seva etapa com arqueòleg transcorre des del 1898, moment en què a Vic Josep Gudiol va fundar la càtedra d’arqueologia cristiana, fins a la seva mort el 1969.
Es considera com punt clau del seu període d’arqueòleg l'any 1906, en què es fa càrrec del Museu Diocesà de Solsona i dos anys més tard, el 1909, quan en porta la direcció. És important l'etapa iniciada el 1925, moment en què es fa càrrec de les excavacions del fòrum romà i del cementiri paleo-cristià de Tarragona. Tot i aquest últim període perdura fins a la seva mort, el moment àlgid el podem trobar entre 1925 i 1940, on l'arqueologia era la seva activitat principal. 
Joan Serra i Vilaró treballa en dos camps molt diferents tant en espai com en temps. El primer dels camps és el que va realitzar al bisbat de Solsona, la prehistòria. El segon el va realitzar durant el seu temps a Tarragona, lligat més aviat a la història antiga i l'arqueologia cristiana.
El seu interès per les investigacions el va portar, el 1930 i 1932, al nord d’Àfrica per tal de veure diverses ciutats romanes que li permetien fer una comparativa entre aquestes i les de la Tarraco Imperial.
Com arqueòleg, Joan Serra i Vilaró mai afirmava res si no n’estava realment segur i sempre estava disposat a rectificar errors. Tenia un gran esperit d’observació, sempre atent a tot allò que trobava. Gràcies a això va descobrir el Cardium, nom científic de la petxina, en la decoració de la ceràmica amb impressions cardials.
Les conclusions que extreia sempre estaven basades en la ciència experimental que li permetien les seves troballes.

### Metodologia
La metodologia que emprava Serra i Vilaró era molt diferent de la que es podia veure en la seva època i es podria considerar que en això era avançat al seu temps. Això es deu al fet que en l'arqueologia de principis de segle el que era primordial era l'espoli dels jaciments per tal de poder aconseguir un gran nombre de peces per mostrar-les als museus. En aquests moments no hi ha una preocupació de la informació que aquests podien contenir.
És en aquest sentit en el que Joan Serra i Vilaró discerneix de la metodologia de la major part dels seus contemporanis, ell buscava sempre la informació darrere de les peces. Sempre interpretava i escrivia sobre el treball directe, causa que el seu treball s'encara a l’àmbit local. Les teories que realitzava sempre es basen en tot allò que ell havia pogut tocar i veure. Això feia que aquestes teories fossin molt més reals, el que no vol dir que fossin sempre correctes, de les dels arqueòlegs que es basaven en bibliografies.
Tot i això, l’interès innat que tenia Serra i Vilaró per l'arqueologia li permetia poder exposar nombroses peces a museus al mateix temps que recollia la màxima informació possible de totes elles. De fet, des de 1909 fins a 1925, va proveir el museu de Solsona d’un gran nombre de peces provinents de les excavacions arqueològiques.

### Excavacions

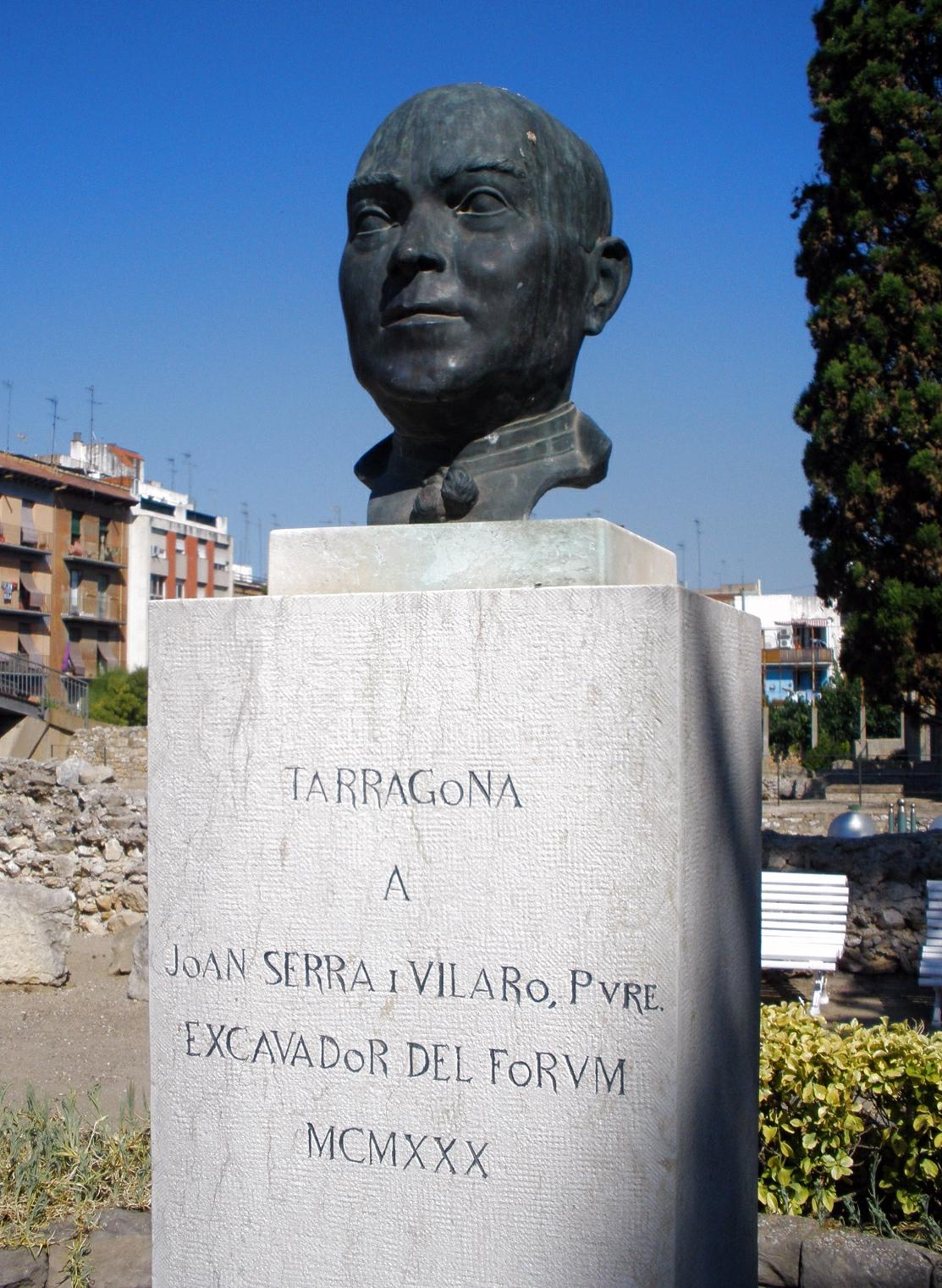
Monument a l'arqueòleg Joan Serra i Vilaró. Fòrum de la Colònia, Tarragona.

Com arqueòleg Joan Serra i Vilaró va participar, en una dècada d’intensa activitat, en un gran nombre d’excavacions. Entre 1915 i 1925 és un període en el que participa l'excavació d’uns 130 sepulcres megalítics, 21 coves prehistòriques, una mina de coure explotada per prehistòrics, tres poblats ibèrics entre molts altres.

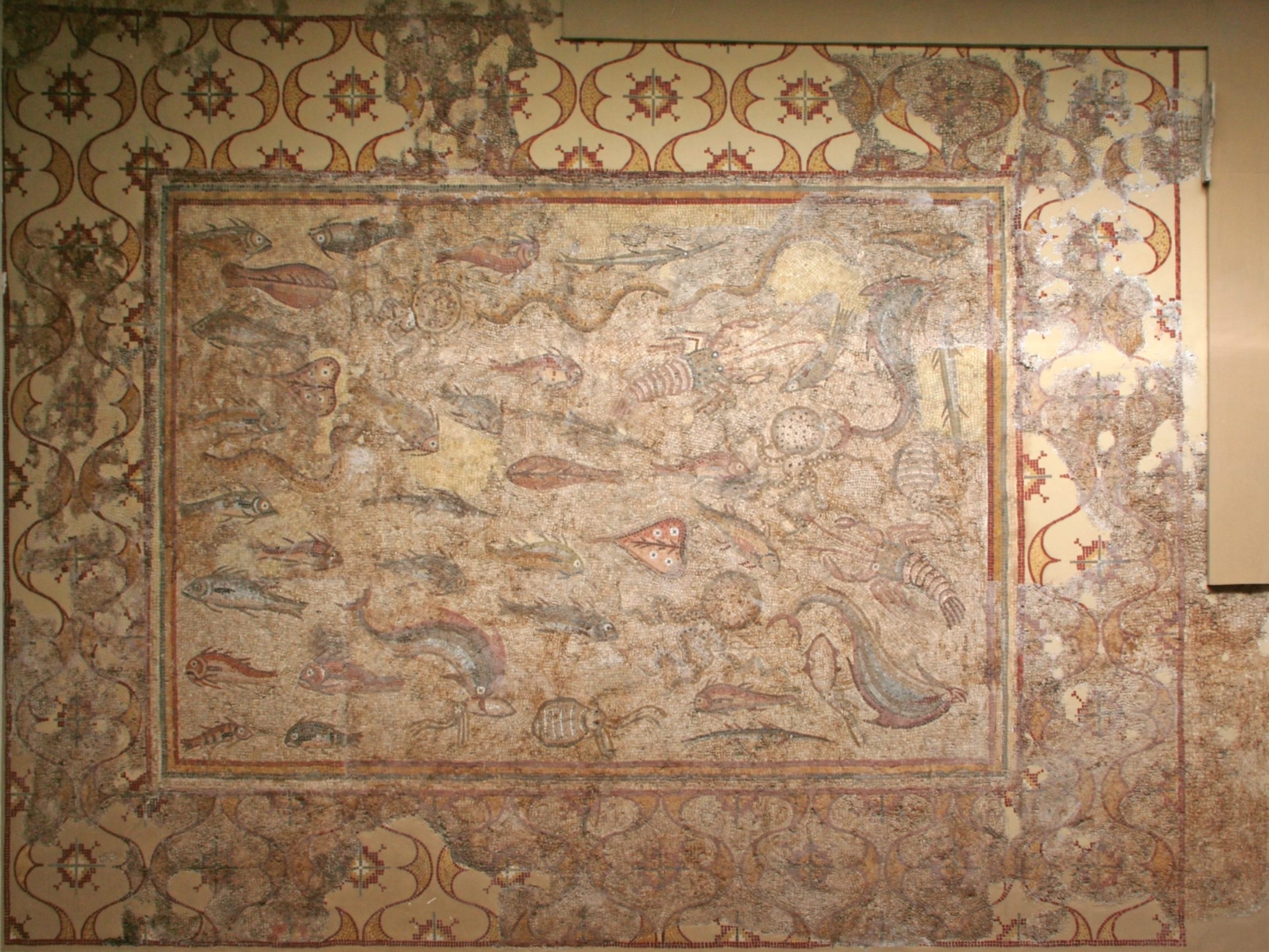
Mosaic de peixos de la Pineda

Tot i així aquest no va ser l’únic període en el que va participar en excavacions però sí un dels més exhaustiu. Després de 1925 trobem el seu moment d’esplendor en el camp de l'arqueologia i va treballar en excavacions molt importants com les de Tarragona. Tarragona ja havia perdut, en els anys 1988-1930, el seu tarannà de plaça forta. És en aquests moments en els que amb el seu creixement, supera la muralla i s'estén urbanitzant els camps que cobrien les restes romanes.
En el període en el que es trobava a Tarragona, en una de les excavacions més importants, va aconseguir desmuntar la teoria que hi havia hagut fins al moment. Es creia que les muralles eren ciclòpies, etrusques o ibèriques, una teoria basada en la part baixa de les muralles.
Un altre dels seus descobriments que es podria destacar,fou un magnífic mosaic de peixos, descobert en un camp proper a la costa de Tarragona. Aquest mosaic el van cobrir amb una tela encolada, a la qual va quedar completament adherit per ta d’extreure’l van anar excavant i separant-lo de la part inferior mitjançant un cisell i martell, mentre era enrotllat a una barra. Finalment aquest mosaic, que tan acuradament s'havia extret va ser portar al Museu Nacional Arqueològic de Tarragona.
De totes les excavacions en els que va participar, n’hi ha quatre que destaquen per sobre de totes les altres. Aquestes varen ser realitzades a Tarragona i Serra i Vilaró va tenir papers importants en elles, en les seves interpretacions:
| Excavació                 | Breu explicació | Imatge                                                    |
| ------------------------- | --- | --------------------------------------------------------- |
| Fòrum de Tàrraco          | Al 1925 el cardenal Vidal i Barraquer li demana que es faci càrrec de les excavació del Fòrum Romà. En l'auge de la construcció, al sud del nou mercat de la plaça Cornisi es van topar amb restes arqueològiques d’importància. Serra i Vilaró, després de diverses dificultats, va aconseguir el permís de l'alcalde per poder treballar en el Fòrum. Després d’un temps va aconseguir el permís d’excavació i els fons, iniciant, al 1928, els treballs en l’illa de cases C. Un any més tard, al 1929, es van iniciar a l'illa E. Ambdues illes es van convertir en un espai protegit i al 1968 es van restaurar fins adquirir l'actual presentació. | Roma ruins - Plaça del Fòrum - Tarragona - Catalonia 2014 |
| Necròpolis Paleocristiana | Al 1923, quan la Companyia Arrendatària de Tabacs va construir als afores de Tarragona, van trobar restes arqueològiques durant les tasques de fonamentació del seu nou edifici. Aquesta primera troballa constava d’un capitell corinti, un sarcòfag i una cripta funerària. Davant la importància d’aquestes restes, Serra i Vilaró va iniciar, al 1926, les excavacions. El que van descobrir era una necròpolis cristiana de grans dimensions, situada al costat d’una via romana, sent la més extens i variat d’Occident. El descobriment va ser essencial pel coneixement del procés de cristianització a Tarragona. | Necrópolis Tarragona-0685                                 |
| Fòrum de la Colònia       | Al sud de la plaça de Corsini. Inicialment la investigació arqueològica pertanyia al director de l’institut d’Estudis Catalans, Pere Bosch-Gimpera. La intervenció però, va quedar aturada per culpa del cop d’estat de Primo de Rivera. Joan Serra i Vilaró va aconseguir un permís d’excavacions i uns fons al 1928. El sector on es trobaren les restes era insòlit ja que les restes no estaven afectades per les ocupacions posteriors. Les restes també eren importats per una cronologia que ajudava a comprendre el passat de la ciutat des dels seus orígens. Serra i Vilaró va tenir un paper important en el reconeixement de les restes, afirmant que aquestes anaven unides amb el Fòrum de Tàrraco, sent també la base de les posteriors investigacions que es realitzarien en les restes. | Tarragona - Foro colonial 1                               |
| Muralla de Tarragona      | Les interpretacions que Serra i Vilaró va realitzar sobre la muralla van ser imprescindibles per interpretar els seus orígens. Els primers anys del segle xx es va creure que l’origen era pre-romà i de tradició etrusca (Adolf Schulten). Però quan es va esfondrar la part d’un parament exterior al 1932, Serra i Vilaró va poder investigar l’interior de la muralla. En el seu interior es van trobar ceràmiques d’èpoques ibèrica i romana. Les intervencions a la muralla van seguir fins al 1936. La intervenció de Joan Serra i Vilaró va ser clau per descobrir el temps en el que havien estat construïdes les muralles. | Muralles romanes de Tarragona                             |

## Obra publicada
- Cançoner del Calic, Barcelona, 1914.
- Troballa prehistòrica a Marlés, Barcelona: 1920.
- Mina i fosa d'aram del primer període de l'edat del bronze de Riner, Barcelona: 1920
- El vas campaniforme a Catalunya i les coves sepulcrals eneolítiques (1924)
- La civilització megalítica a Catalunya (1927)
- L'Arxiu de Bagá : les filigranes, [S. l. ], 1929.
- Baptisteri romà de Tarragona, [S.l. ], 1931.
- Persecució dels bandolers en 1616, Barcelona: 1934.
- Fructuós, Auguri i Eulogi, màrtirs sants de Tarragona (Tarragona 1936).
- Ordinacions contra la blasfèmia i el joc : un capítol d'història pirenenc, Barcelona: 1936.
- Les ciutats de fang romanes al Nord de l'Àfrica (Tarragona 1933).
- San Próspero de Tarragona i sus discípulos (1943)
- Víctimas sacerdotales del Arzobispado de Tarragona durante la persecución religiosa del 1936 al 1939 (1945 ?)
- Scavi e ritrovamenti in Spagna, "Quaderni dell'Impero" (Roma 1946).
- La necrópolis de San Fructuoso (Tarragona 1948).
- San Próspero de Tarragona y sus discípulos refugiados en Italia. Madrid, 1943.
- La muralla romana, "Archivo Español de Arqueología" (Madrid) XII (1949), núm. 76, pàgs. 221-36.
- Tarraco quanta fuit, "Boletín Arqueológico" (Tarragona), fasc. 31 (1950), pàgs. 111-13.
- Callipolis, "Boletín Arqueológico" (Tarragona), fasc. 31 (1950), pàgs. 123-36.
- Baronies de Pinós i Mataplana. Barcelona, 1950.
- El Castillo de Cardona, Cardona, 1954
- Los descendientes de los Señores de Portell, patria de San Ramón. Madrid, 1958.
- Santa Tecla la Vieja primitiva catedral de Tarragona (1960)
- Història de Cardona (1962-1968).